# Porc espí del Cap
El porc espí del Cap (Hystrix africaeaustralis) és una espècie de rosegador histricomorf de la família Hystricidae. Es troba a Àfrica, des de la desembocadura del riu Congo fins a Ruanda, Uganda, Kenya, en l'oest i en el sud de Tanzània, Moçambic, i Sud-àfrica.

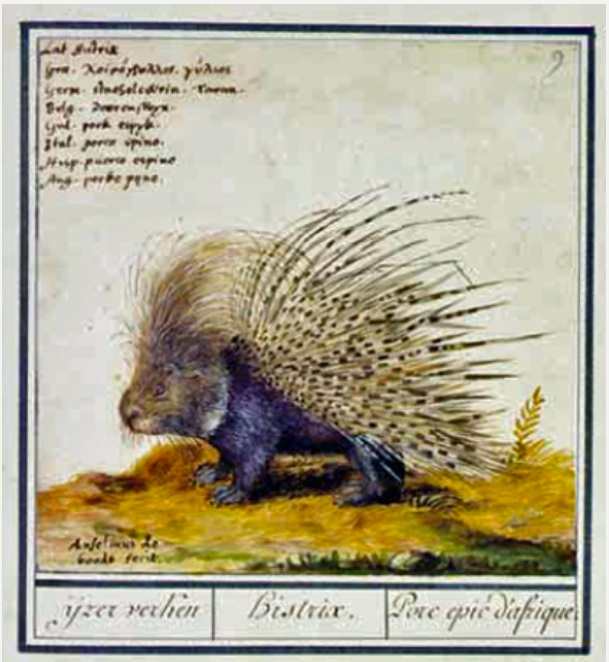
Il·lustració científica d'Anselmus de Boodt (ca. 1600)